# Metroid: Samus Returns
Metroid: Samus Returns é um jogo eletrônico de ação-aventura desenvolvido pela MercurySteam em colaboração com a Nintendo que foi lançado em setembro de 2017 no console portátil Nintendo 3DS. Samus Returns, jogo da série Metroid, é um remake de Metroid II: Return of Samus, lançado no Game Boy em 1991. Yoshio Sakamoto, diretor histórico da série, supervisiona a produção do jogo.

## Jogabilidade
Metroid: Samus Returns é um jogo de ação-aventura em side-scrolling que tem lugar em um universo em duas dimensões. O jogador controla a protagonista da série, a caçadora de recompensas chamada Samus Aran, em um ambiente com um labirinto que explora por zona, e elimina alienígenas hostis, enquanto coleta power-up para ganhar acesso a novas áreas. Samus Returns é um remake do jogo intitulado Metroid II: Return of Samus, lançado para |Game Boy em 1991, e compartilha assim a mesma história e uma estrutura semelhante à do jogo original, e oferece novos controles, novos visuais e um novo gameplay. Este novo episódio introduz algumas funcionalidades inéditas no jogo da série Metroid em duas dimensões, incluindo um ataque de resposta permitindo a personagem de acertar um golpe crítico em seus inimigos. Em Metroid II, a direção dos tiros do personagem do jogador é limitada a certos ângulos, enquanto que Samus Returns tem um modo-de-vista livre que permite atirar em qualquer ângulo. Samus recebe um painel de novos poderes, a partir da energia Aeion (gerenciado na tela por um medidor). Um exemplo das capacidades Aeion é o Scan Pulse, que permite a Samus de escanear seu ambiente a fim de encontrar passagens secretas e items.

## Trama
Tomando consciência dos perigos representados pela ameaça dos parasitas Metroids, a Federação Galáctica envia a caçadora de recompensas Samus Aran ao seu planeta de origem SR388, com o objetivo de exterminar a espécie.

## Desenvolvimento
Metroid: Samus Returns é desenvolvido pelo estúdio de desenvolvimento espanhol MercurySteam, em colaboração com a Nintendo. O desenvolvimento de Samus Returns iniciado em 2015. Yoshio Sakamoto da divisão Nintendo EPD supervisiona a produção do jogo, enquanto Takehiko Hosokawa, do mesmo estúdio percebe o jogo. Desde a conclusão do último Metroid em duas dimensões treze anos antes, isto é, desde Metroid: Zero Mission, Sakamoto queria criar um novo jogo no estilo. Ele também levou em conta a demanda dos fãs para um novo jogo Metroid em duas dimensões. MercurySteam que declarou estar interessada em experimentar o desafio de fazer o remake de um jogo Metroid, recebeu Sakamoto nos estúdios, a fim de organizar a colaboração. Embora Sakamoto não tenha participado da criação de Metroid II, ele acredita que este projeto é um jogo importante na série e está entusiasmado com este remake.
Sakamoto afirmou que desejava que algumas das tradições dos jogos Metroid em duas dimensões evoluir. Para este remake, ele quer preservar a originalidade do que fez a série e quer evitar a alterações sem boas razões. A abordagem utilizada é adicionar novos elementos para aspectos que podem promover o conceito central dos jogos Metroid. Essas idéias levaram ao aperfeiçoamento dos controles, tais como a capacidade de atirar em qualquer ângulo, o que leva a um maior rigor. Este novo recurso e a melhoria do domínio do fogo, deriva da escolha feita pela equipe para adicionar um número maior de inimigos,. A ideia de um ataque resposta é fornecida pela MercurySteam, que implementou um sistema de desfile semelhante no jogo anterior, o estúdio desenvolveu em 2013 um jogo intitulado Castlevania: Lords of Shadow - Mirror of Fate. Sakamoto considera que a inclusão deste contra-ataque dá aos jogadores um estilo de luta alternativo, ao contrário dos jogos anteriores da série em que o jogador tem de fazer em face de ataques e um monte de inimigos que ele deve evitar, e contra a qual ele deve lutar de longe.
A decisão de passar de gráficos em duas dimensões comumente usados em jogos Metroid para gráficos em três dimensões poligonal é tomada a fim de permitir que a equipe de desenvolvimento a incorporar uma série de atividades diversas e o uso de ângulos diferentes para melhorar a cenas cinematográficas. A equipe de áudio é composta por Kenji Yamamoto e Minako Hamano, que já trabalhou no episódio de 1994 para Super Nintendo intitulado Super Metroid, bem como outros títulos da série.

## Comercialização
O projeto foi revelado em 13 de junho de 2017 durante uma livestream Treehouse da Nintendo na Electronic Entertainment Expo 2017. O lançamento é previsto para o console portátil Nintendo 3DS em 15 de setembro de 2017. Uma versão especial do jogo é fornecido com uma tampa reversível e um CD de áudio chamado Samus Archives que inclui vinte e cinco canções de muitos jogos Metroid, incluindo este último. Uma versão europeia chamada Legacy Edition, que inclui também um CD de áudio, um artbook de quarenta páginas, um chaveiro em forma de uma bola morphing, um emblema do logotipo Metroid em forma de S, um código de download para o jogo original Metroid II na Nintendo eShop e um steelbook, isto é, uma caixa de aço na forma de um cartucho de Game Boy. O jogo suporta os Amiibo e duas figuras são lançados ao mesmo tempo como o jogo. A primeira figura é a protagonista Samus, de joelhos na mesma posição que a capa do jogo original, e a segunda é uma criatura Metroid que escapou do seu vaso de contenção.